# Fucaceae
De Fucaceae zijn een familie van bruinwieren. Deze familie telt 7 genera, waarvan het genus Fucus het belangrijkste is en enkele bekende zeewieren omvat.

## Genera
- Ascophyllum Stackh. (1 soort: Ascophyllum nodosum)
- Fucus L. (12 soorten)
- Hesperophycus Setch. & Gardner (1 soort: Hesperophycus californicus, syn.: H. harveyanus)
- Pelvetia Decne. & Thur. (2 soorten)
- Pelvetiopsis N.L. Gardner (2 soorten)
- Silvetia A. Serrão, T.O. Cho, S.M. Boo & Brawley (3 soorten)
- Xiphophora Mont. (2 soorten)